# عريضة بلاكستون
عريضة بلاكستون (بالإنجليزية: Blackstone Memorial)‏ وهي الوثيقة التي كتبها ويليام يوجين بلاكستون وهو صهيوني مسيحي سنة 1891 وجمع التوقيعات لإقناع الرئيس الأمريكي بنجامين هاريسون بالضغط على السلطان العثماني لتسليم فلسطين لليهود.
كان الدافع من وراء العريضة من قبل عن قلقها إزاء محنة اليهود في روسيا حيث كانوا يقتلون في مذابح بوغروم موجهة ضد اليهود من تحريض الحكومة.